# شفافية الشبكة

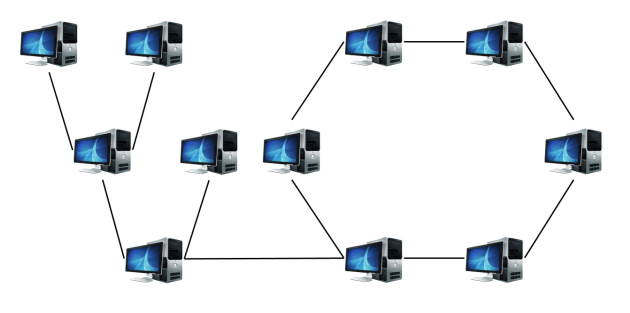
ترابط بين شبكة طوبولوجيا الشجرة وطوبولوجيا الحلقة، وبالتالي تشكيل طوبولوجيا هجينة.

تشير شفافية الشبكة في أعم معانيها إلى قدرة البروتوكول على نقل البيانات عبر الشبكة بطريقة شفافة (محجوبة) بالنسبة لمن يقوم باسخدام تطبيقات تستخدم البروتوكول.
وغالبًا ما يُطبق هذا المصطلح في سياق نظام النافذة إكس حيث يمكن نقل البيانات التصويرية عبر الشبكة ودمجها بسلاسة مع التطبيقات التي يتم تشغيلها وعرضها محليًا.

## قواعد البيانات
في نظام قاعدة البيانات المركزية فإن المصدر الوحيد المتاح الذي يحتاج لحمايته من المستخدم هو البيانات (أي نظام التخزين). أما في نظام إدارة قاعدة البيانات الموزعة يجب توفر مصدر ثانٍ لإدارته بنفس الطريقة: وهو الشبكة. ويفضل أن يبقى المستخدم محميًا من التفاصيل التشغيلية للشبكة. وحينها لن يكون ثمة فرق بين تطبيقات قاعدة البيانات التي يمكن أن تعمل على قاعدة البيانات المركزية وتلك التي قد تعمل على القاعدة الموزعة. ويشار إلى ذلك النوع من الشفافية باسم شفافية الشبكة أو شفافية التوزيع. ومن منظور نظام إدارة قاعدة البيانات (DBMS)، تتطلب شفافية التوزيع ألا يضطر المستخدمون إلى تحديد أماكن وضع البيانات.
وقد قسم البعض شفافية التوزيع إلى شفافية الموقع وشفافية التسمية.
وتتسم شفافية الموقع في الأوامر التي تستخدم لتنفيذ مهمةٍ ما بالاستقلال عن أماكن البيانات، وعن النظام الذي تنفذ عليه العملية.
أما شفافية التسمية فتعني أن يتم توفير اسم فريد لكل شيء على قاعدة البيانات.

## جدران الحماية
يمكن تعريف الشفافية في مجال تكنولوجيا جدار الحماية إما على مستوى (بروتوكول الإنترنت أو طبقة الإنترنت) الشبكية أو على مستوى طبقة التطبيق.
وتعني الشفافية على مستوى طبقة بروتوكولات الإنترنت أن يقوم العميل باستهداف عنوان بروتوكول الإنترنت على الخادم. وإذا لم يكن الاتصال شفافًا، يقوم العميل باستهداف مضيف وسيط (عنوان)، قد يكون وكيلاً أو خادم تخزين مؤقت. كما يمكن أيضًا تعريف شفافية طبقة بروتوكول الإنترنت من وجهة نظر الخادم. وإذا كان الاتصال شفافًا حينها، يمكن للخادم أن يرى بروتوكول الإنترنت الحقيقي الخاص بالعميل. أما إذا لم يكن شفافًا فحينها يرى العميل بروتوكول الإنترنت الخاص بالمضيف الوسيط.
وتعني الشفافية على مستوى طبقة التطبيق أن يقوم التطبيق العميل باستخدام البروتوكول بطريقة مختلفة. وكمثالٍ على الطلب الشفاف لبروتوكول نقل النص الفائق (HTTP) للخادم:

GET / HTTP/1.1

المضيف: example.org

الاتصال: استمرار النشاط

وكمثالٍ على الطلب غير الشفاف لبروتوكول نقل النص الفائق للوكيل (مخزن):

GET http://foo.bar/ نسخة محفوظة 2 أغسطس 2013 على موقع واي باك مشين. HTTP/1.1

اتصال الوكيل: استمرار النشاط

تكون شفافية طبقة التطبيق متماثلة عند استخدام طريقة العمل ذاتها على كلا الجانبين. ولا تتماثل الشفافية عندما يحول جدار الحماية (غالبًا ما يكون الوكيل) الطلبات من نوع الخادم إلى نوع الوكيل أو العكس.
ولا تعني الشفافية على مستوى طبقة بروتوكول الإنترنت شفافية طبقة التطبيقات بشكل تلقائي.